# Pleroma boudetii
Pleroma boudetii é uma espécie de planta do gênero Pleroma e da família Melastomataceae.
O hábito arbóreo e a presença de tricoma dentrítico revestindo as folhas, ramos, brácteas externamente e hipanto, prontamente identificam esta espécie.

## Taxonomia
A espécie foi descrita em 2019 por Paulo José Fernandes Guimarães e Fabián A. Michelangeli.
O seguinte sinônimo já foi catalogado:  
- Tibouchina boudetii  P.J.F.Guim. & R.Goldenb.

## Forma de vida
É uma espécie terrícola e arbórea.

## Descrição
Árvore 6–12 m; ramos quadrangulares, densamente revestidos por tricomas dendríticos, assim como sobre o pecíolo, ambas as faces da lâmina foliar, nas brácteas externamente, hipanto e lacínias. Ela tem folhas opostas; pecíolo 1,1–1,8 cm; lâmina 4,2–7 x 1,2–1,6 cm, lanceolada, ápice agudo, base atenuada, nervuras 5, com um par de nervuras marginais tênue. Inflorescência botrióide (5-7 flores) ou tríade; flor pentâmera, pedicelo 3–6 mm; brácteas 2, com cerca de 5,5 x 3mm, ovada, ápice obtuso, côncavas; hipanto 7–9 x 7–8 mm; lacínias 12–18 x 4- 5 mm, lanceoladas, agudas, caducas no fruto; pétalas roxas; estames 10, filetes com tricomas glandulares, apêndices do conectivo bituberculados, glabros, anteras subuladas; estames antepétalos filetes 13–16 mm, anteras 9,5–10 mm, conectivo 0,4–0,6 milímetros prolongado abaixo das tecas; estames antessépalos filetes com cerca de 18 mm, anteras com cerca de 11 mm, conectivo com cerca de 0.6 milímetros prolongado abaixo das tecas; ovário com tricomas dendríticos no ápice, estilete com cerca de 21 mm, sigmoidal, glabro. Cápsula com cerca de 12 x 10 mm.
| Folha                       | Folha     |
| --------------------------- | --------- |
| nervura                     | 5         |
| pecíolo                     | peciolada |
| Flor                        |           |
| bráctea                     | 2         |
| estame filete               | piloso    |
| estame pilosidade conectivo | glabro    |

## Conservação
A espécie faz parte da Lista Vermelha das espécies ameaçadas do estado do Espírito Santo, no sudeste do Brasil. A lista foi publicada em 13 de junho de 2005 por intermédio do decreto estadual nº 1.499-R.

## Distribuição
A espécie é encontrada no estado brasileiro de Espírito Santo.
A espécie é encontrada no domínio fitogeográfico de Mata Atlântica, em regiões com vegetação de floresta ombrófila pluvial.